# Aeroportul Belaga
Aeroportul Belaga (IATA: BLG, ICAO: WBGC) este un aeroport din Sarawak, Malaysia ce deservește zona Belaga⁠(d).
Situat la o altitudine de 61 m, aeroportul dispune de o singură pistă. Este operat de Malaysia Airports⁠(d).